# Hwang Sun-hee
Hwang Sun-Hee (15 de agosto de 1986) es una actriz de Corea del Sur. Después de interpretar papeles de apoyo en las miniseries Sign, City Hunter y Wild Romance, obtuvo su primer papel principal en el drama diario Love, My Love.

## Filmografía

### Serie de televisión
| Año       | Título                  | Papel                     | Red  |
| --------- | ----------------------- | ------------------------- | ---- |
| 2010-2011 | It's Okay, Daddy's Girl | Ma Ri-sol                 | SBS  |
| 2011      | Signo                   | Kang Seo-yeon             | SBS  |
| 2011      | City Hunter             | Jin Se-hee                | SBS  |
| 2012      | Wild Romance            | Oh Soo-young              | KBS2 |
| 2012-2013 | Love, My Love           | Hong Seung-hee            | KBS2 |
| 2013      | A Hundred Year Legacy   | Eun-sul                   | MBC  |
| 2013      | Maestro del Sol         | Hanna Brown / Cha Hee-joo | SBS  |
| 2013-2014 | Melodía de Amor         | Kong Soo-im               | KBS1 |
| 2015      | The Man in the Mask     | Seo Ri-na                 | KBS2 |
| 2016      | One More Happy Ending   | Woo Yeon-soo              | MBC  |
| 2017      | Spring Again            | Choi Bo-ra                | ko   |
| 2021      | Artificial City         | Noh Young-joo             | JTBC |

## Teatro
| Año  | Título     | Papel |
| ---- | ---------- | ----- |
| 2008 | Radio Star |       |

## Premios y nominaciones
| Año  | Premio                  | Categoría                                                 | Nominado trabajo             | Resultado |
| ---- | ----------------------- | --------------------------------------------------------- | ---------------------------- | --------- |
| 2011 | 4 de Korea Drama Awards | Mejor Actriz Revelación                                   | City Hunter & Signo          | Nominada  |
| 2011 | 19 SBS Drama Awards     | Premio Especial de actuación, Actriz en un Drama Especial | Signo                        | Nominada  |
| 2012 | 26 de KBS Drama Awards  | Mejor Actriz Revelación                                   | Amor, Mi Amor & Wild Romance | Nominada  |